# Fondation Russell Sage

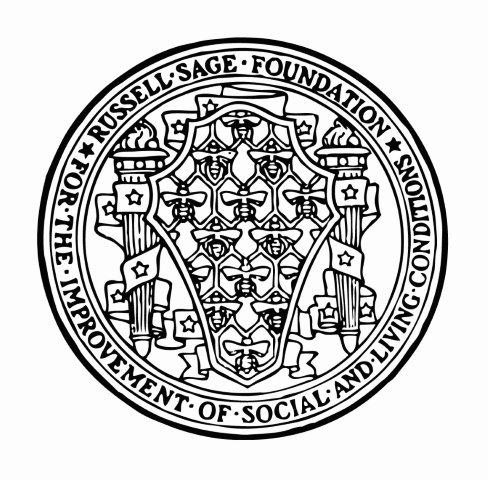
Emblème de la Fondation Russell Sage

La Fondation Russell Sage (en anglais Russell Sage Foundation), est une organisation américaine à but non lucratif créée par Margaret Olivia Sage en 1907 pour « l'amélioration des conditions sociales et de vie aux États-Unis ». Elle a été nommée en l'honneur de son mari récemment décédé, le dirigeant d'une compagnie ferroviaire Russell Sage.

## Histoire
La Fondation Russell Sage a été créée en 1907 pour « l'amélioration des conditions sociales et de vie aux États-Unis », par un don de 10 millions de dollars de Margaret Olivia Slocum Sage (1828–1918), veuve du magnat des chemins de fer et financier Russell Sage.

## Personnalités marquantes
Mary Richmond, secrétaire générale de 1909 à 1928,.